# رضوان (بیرجند)
رضوان منطقه‌ای مسکونی است در دهستان کاهشنگ از توابع بخش مرکزی شهرستان بیرجند، واقع در استان خراسان جنوبی که بر پایه سرشماری عمومی نفوس و مسکن در سال ۱۳۹۵ جمعیت آن ۱۴ نفر (در ۶ خانوار) بوده‌است.